# Sylvio Kroll
Sylvio Kroll (n. 29 aprilie 1965, Lübben (Spreewald), Brandenburg, Germania) este un gimnast artistic ce a reprezentat Germania, medaliat olimpic. A participat la 2 ediții ale Jocurilor Olimpice (1988, 1992) în care a câștigat două medalii de argint.